# شاینا بلیز
شاینا بلیز (زاده آوریل ۱۹۶۵) طراح داخلی، شخصیت تلویزیونی، نویسنده و خواننده سابق استرالیایی است. او بیشتر به خاطر کارش به عنوان مجری مشترک در Selling Houses Australia (2008-2020) و داور در The Block (2012–اکنون) شناخته شده‌است.
بلیز که در ملبورن استرالیا به دنیا آمد، والدینش، ریحان و آنت را الهام بخش خود می‌داند. بلیز در نوجوانی به طراحی داخلی علاقه‌مند شد، و پس از اتمام دبیرستان مدرک طراحی را گرفت. او با شوهر اولش ازدواج کرد و صاحب دو فرزند شدند. پس از طلاق، او برای او «به عنوان یک مادر مجرد کار سختی پیدا کرد» و به مدت ۱۰ سال به عنوان یک خواننده جاز کار کرد و در کلوب‌ها آواز خواند در حالی که پدر و مادرش پرستار بچه بودند. بلیز پس از ازدواج مجدد به طراحی داخلی بازگشت.